# Calycorectes batavorum
Calycorectes batavorum är en myrtenväxtart som beskrevs av Mcvaugh. Calycorectes batavorum ingår i släktet Calycorectes och familjen myrtenväxter. Inga underarter finns listade i Catalogue of Life.